# Márffy Vera
Márffy Vera, Márfi (Dunaszekcső, 1916. január 16. – Miskolc, 1995. április 15.) Déryné-díjas magyar színésznő, a Miskolci Nemzeti Színház örökös tagja.

## Életútja
1937-ben végzett az Országos Színészegyesület színiiskolájában. Vidéki színházakban játszott, fellépett Pécsett, Kassán, Miskolcon és Szegeden is. 1950-ben a Miskolci Nemzeti Színház művésze lett, 1989-ig működött az intézménynél, ekkor nyugdíjba vonult. Prózai darabokban és operettekben tűnt fel mint szubrett és karakterszínész. A Miskolci Nemzeti Színház örökös tagja elismerésben részesült, 1993-ban Déryné-díjat kapott.

## Fontosabb színházi szerepei
- Liza (Lehár Ferenc: A mosoly országa)
- Czipra (Johann Strauss (zeneszerző, 1825–1899): A cigánybáró)
- Plankenhors Antoinette (Jókai Mór: A kőszívű ember fiai)
- Amália (Lajtai Lajos – Kellér Dezső: Három tavasz)
- Málcsi néni (Móricz Zsigmond: Nem élhetek muzsikaszó nélkül)
- Nagyhercegnő (Jacobi Viktor: Sybill)
- Tschöllné (Franz Schubert – Berté Henrik: Három a kislány)
- Grófné (Pierre-Augustin Caron de Beaumarchais: Figaro házassága)
- Giza (Örkény István: Macskajáték)
- Színészkirálynő; 3. színész (William Shakespeare: Hamlet)
- Méregkeverő (William Shakespeare: Rómeó és Júlia)
- Madame Fleury (Lehár Ferenc: Luxemburg grófja)
- A királynő (Huszka Jenő: Bob herceg)
- Martha, Villon anyja (Kardos G. György – Victor Máté: Villon és a többiek)
- Marfa; Első kofa (Fjodor Mihajlovics Dosztojevszkij: A Karamazov testvérek)
- Helén (Ödön von Horváth: Mesél a bécsi erdő)

## Filmek, tv
- Az utolsó tánctanár (1975)

## Díjak, elismerések
- A Miskolci Nemzeti Színház örökös tagja
- Déryné-díj (1993)